# Edgar County
Edgar County är ett county i delstaten Illinois i USA. År 2010 hade countyt 18 576 invånare. Den administrativa huvudorten (county seat) är Paris.
Countyt grundades den 3 januari 1823 och är döpt efter John Edgar.

## Politik
Edgar County tenderar att rösta på republikanerna i politiska val.
Republikanernas kandidat har vunnit rösterna i countyt i samtliga presidentval sedan valet 1920 utom vid fyra tillfällen: 1932, 1936, 1964 och 1992. I valet 2016 vann republikanernas kandidat Donald Trump med 71,5 procent av rösterna mot 22,7 för demokraternas kandidat, vilket är den största segermarginalen i countyt för en kandidat genom alla tider.

## Geografi
Enligt United States Census Bureau har countyt en total area på 1 616 km². 1 613 km² av den arean är land och 3 km² är vatten.

### Angränsande countyn
- Vermilion County - nord
- Vermillion County, Indiana - nordost
- Vigo County, Indiana - i sydost
- Clark County - syd
- Coles County - sydväst
- Douglas County - nordväst
- Champaign County - nordväst

### Orter
- Chrisman
- Hume
- Kansas
- Metcalf
- Paris (huvudort)
- Vermilion